# Joel Edmundson
Joel Edmundson (* 28. června 1993) je profesionální kanadský hokejový obránce, který momentálně působí v týmu Los Angeles Kings v severoamerické lize NHL. V roce 2011 byl draftován ve 2. kole z celkové 46. pozice klubem St. Louis Blues se kterým v roce 2019 získal Stanley Cup.

## Prvenství
Debut v NHL - 8. října 2015 (St. Louis Blues proti Edmonton Oilers)
První gól v NHL - 25. března 2016 (St. Louis Blues proti Vancouver Canucks)

## Statistiky

### Klubové statistiky
| Sezóna      | Klub                | Soutěž      |     | Základní část | Základní část | Základní část | Základní část | Základní část |   | Play off | Play off | Play off | Play off | Play off |
| Sezóna      | Klub                | Soutěž      | Z   | G             | A             | B             | TM            | Z             | G | A        | B        | TM       |          |          |
| 2010–11     | Moose Jaw Warriors  | WHL         | 71  | 2             | 18            | 20            | 95            | 6             | 0 | 0        | 0        | 2        |          |          |
| 2011–12     | Moose Jaw Warriors  | WHL         | 56  | 4             | 19            | 23            | 91            | 14            | 3 | 2        | 5        | 12       |          |          |
| 2012–13     | Moose Jaw Warriors  | WHL         | 29  | 2             | 6             | 8             | 70            | —             | — | —        | —        | —        |          |          |
| 2012–13     | Kamloops Blazers    | WHL         | 34  | 7             | 10            | 17            | 71            | 15            | 3 | 5        | 8        | 29       |          |          |
| 2013–14     | Chicago Wolves      | AHL         | 64  | 4             | 4             | 8             | 108           | 5             | 0 | 0        | 0        | 16       |          |          |
| 2014–15     | Chicago Wolves      | AHL         | 30  | 4             | 8             | 12            | 49            | 5             | 2 | 0        | 2        | 2        |          |          |
| 2015–16     | Chicago Wolves      | AHL         | 6   | 0             | 0             | 0             | 15            | —             | — | —        | —        | —        |          |          |
| 2015–16     | St. Louis Blues     | NHL         | 67  | 1             | 8             | 9             | 63            | 16            | 1 | 0        | 1        | 8        |          |          |
| 2016–17     | St. Louis Blues     | NHL         | 69  | 3             | 12            | 15            | 60            | 11            | 3 | 3        | 6        | 14       |          |          |
| 2017–18     | St. Louis Blues     | NHL         | 69  | 7             | 10            | 17            | 57            | —             | — | —        | —        | —        |          |          |
| 2018–19     | St. Louis Blues     | NHL         | 64  | 2             | 9             | 11            | 68            | 22            | 1 | 6        | 7        | 10       |          |          |
| 2019–20     | Carolina Hurricanes | NHL         | 68  | 7             | 13            | 20            | 72            | 4             | 1 | 0        | 1        | 2        |          |          |
| 2020–21     | Montreal Canadiens  | NHL         | 55  | 3             | 10            | 13            | 25            | 22            | 0 | 6        | 6        | 10       |          |          |
| 2021–22     | Montreal Canadiens  | NHL         | 24  | 3             | 3             | 6             | 35            | —             | — | —        | —        | —        |          |          |
| 2022–23     | Montreal Canadiens  | NHL         | 61  | 2             | 11            | 13            | 58            | —             | — | —        | —        | —        |          |          |
| 2023–24     | Washington Capitals | NHL         | 44  | 1             | 5             | 6             | 19            | —             | — | —        | —        | —        |          |          |
| 2023–24     | Toronto Maple Leafs | NHL         | 9   | 0             | 0             | 0             | 4             | 7             | 0 | 1        | 1        | 6        |          |          |
| WHL celkově | WHL celkově         | WHL celkově | 190 | 15            | 53            | 68            | 327           | 35            | 6 | 7        | 13       | 43       |          |          |
| AHL celkově | AHL celkově         | AHL celkově | 100 | 8             | 12            | 20            | 172           | 10            | 2 | 0        | 2        | 18       |          |          |
| NHL celkově | NHL celkově         | NHL celkově | 530 | 29            | 81            | 110           | 461           | 82            | 6 | 16       | 22       | 50       |          |          |

### Reprezentační statistiky
| Rok                            | Tým                            | Soutěž                         | Z | G | A | B | TM |
| ------------------------------ | ------------------------------ | ------------------------------ | - | - | - | - | -- |
| 2018                           | Kanada                         | MS                             | 9 | 1 | 3 | 4 | 12 |
| Seniorská reprezentace celkově | Seniorská reprezentace celkově | Seniorská reprezentace celkově | 9 | 1 | 3 | 4 | 12 |